# Laemanctus longipes
Laemanctus longipes là một loài thằn lằn trong họ Corytophanidae. Loài này được Wiegmann mô tả khoa học đầu tiên năm 1834.

## Hình ảnh

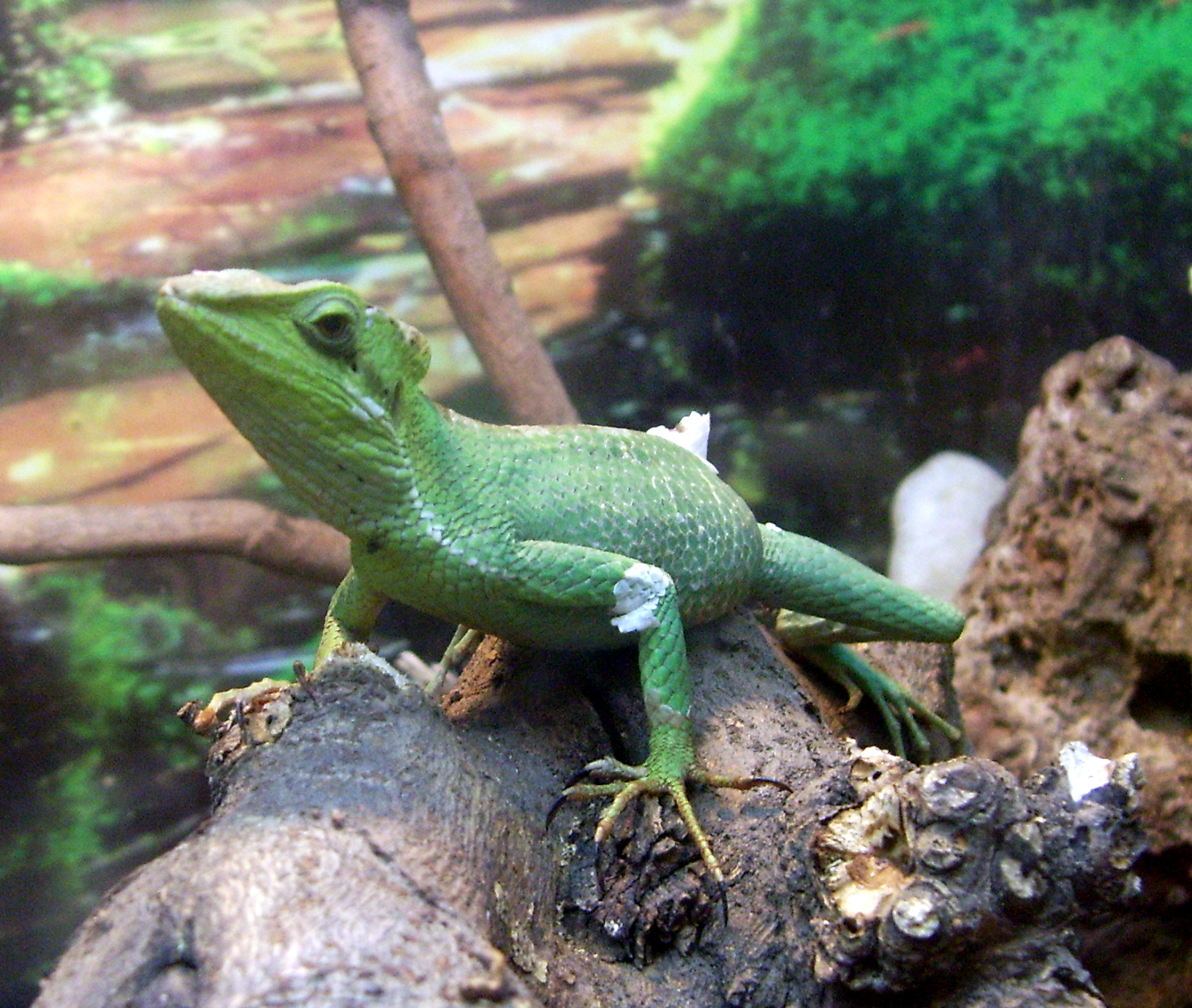
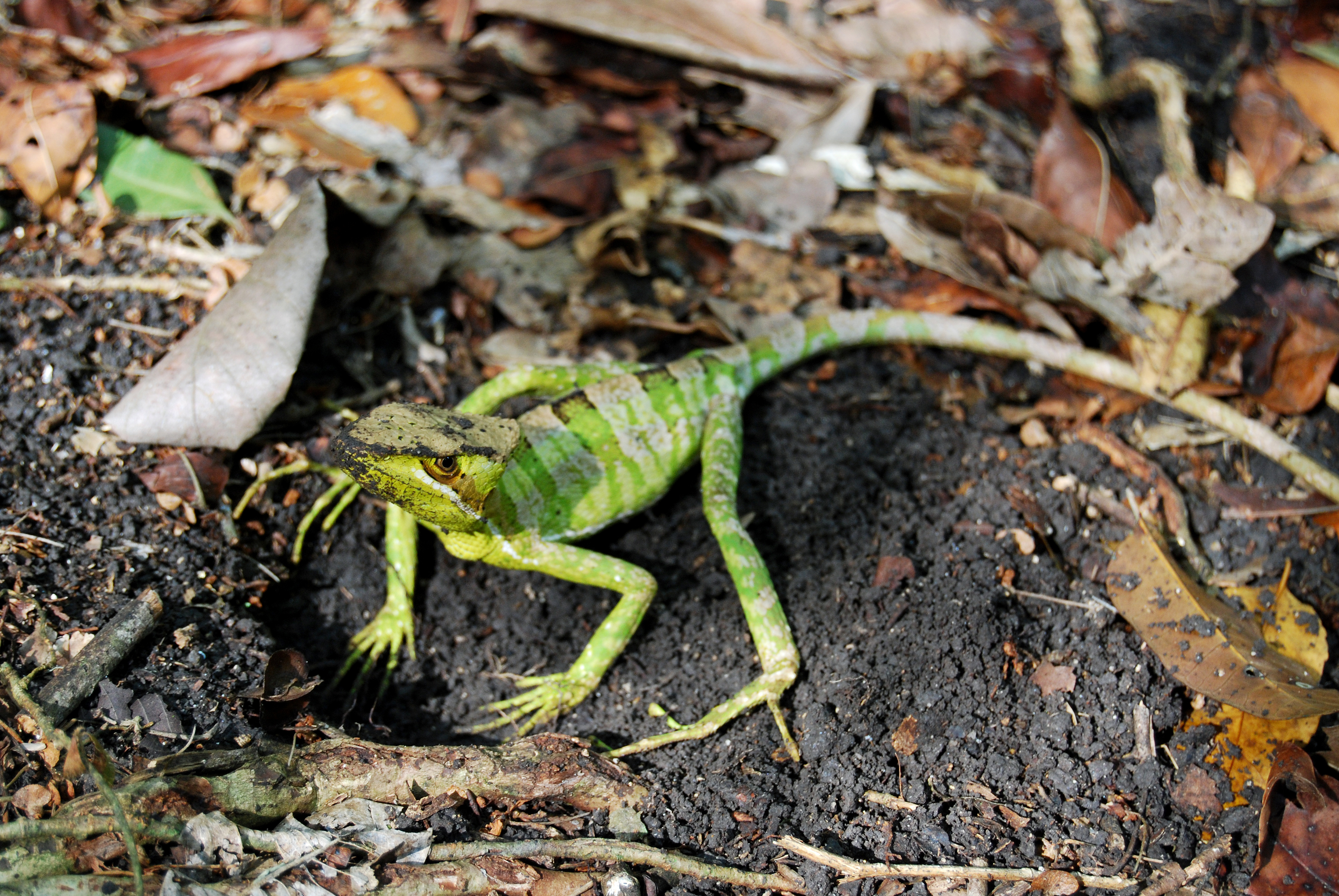